# Scampton
Scampton – wieś w Anglii, w hrabstwie Lincolnshire, w dystrykcie West Lindsey. Leży 9 km na północ od Lincoln i 202 km na północ od Londynu.
W latach II wojny światowej mieściła się tu baza 617 dywizjonu bombowego RAF.